# Projekt 22870
Projekt 22870 je lodní třída záchranných remorkérů ruského námořnictva. Mezi hlavní úkoly plavidel patří vlečení poškozených lodí, hašení lodí a pobřežních zařízení, evakuace posádek, mise SAR, podvodní průzkum, nebo likvidace ropných skvrn. Celkem bylo postaveno šest jednotek této třídy. Prototyp je ve službě od roku 2014.

## Stavba
Šest plavidel této třídy postavila v letech 2011–2019 ruská loděnice Zvezdochka v Astrachani.
Jednotky projektu 22870:
| Jméno                              | Založení kýlu | Spuštěna | Vstup do služby   | Status                                                          |
| ---------------------------------- | ------------- | -------- | ----------------- | --------------------------------------------------------------- |
| SB-45                              | 2011          | 2013     | 27. června 2014   | aktivní                                                         |
| Professor Nikolaj Muru (ex SB-565) |               | 2014     | 28. prosince 2014 | aktivní                                                         |
| SB-738                             |               | 2015     | 4. července 2016  | aktivní                                                         |
| SB-739 Vasilij Bech                |               | 2016     | 16. ledna 2017    | Dne 17. června 2022 potopen ukrajinskými protilodními střelami. |
| Kapitan Gurijev                    | 2016          | 2018     | 5. prosince 2018  | aktivní                                                         |
| SB-742                             | 2016          | 2019     | 19. prosince 2019 | aktivní                                                         |

## Konstrukce

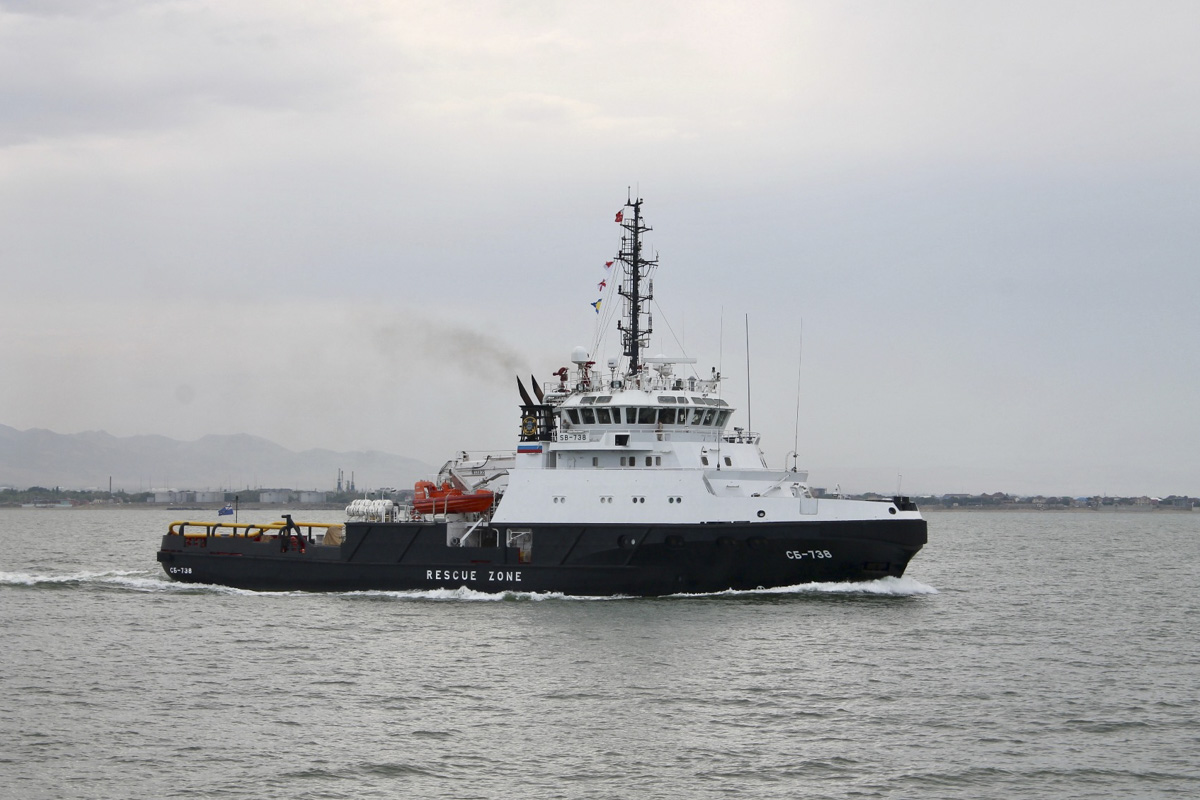
SB-738

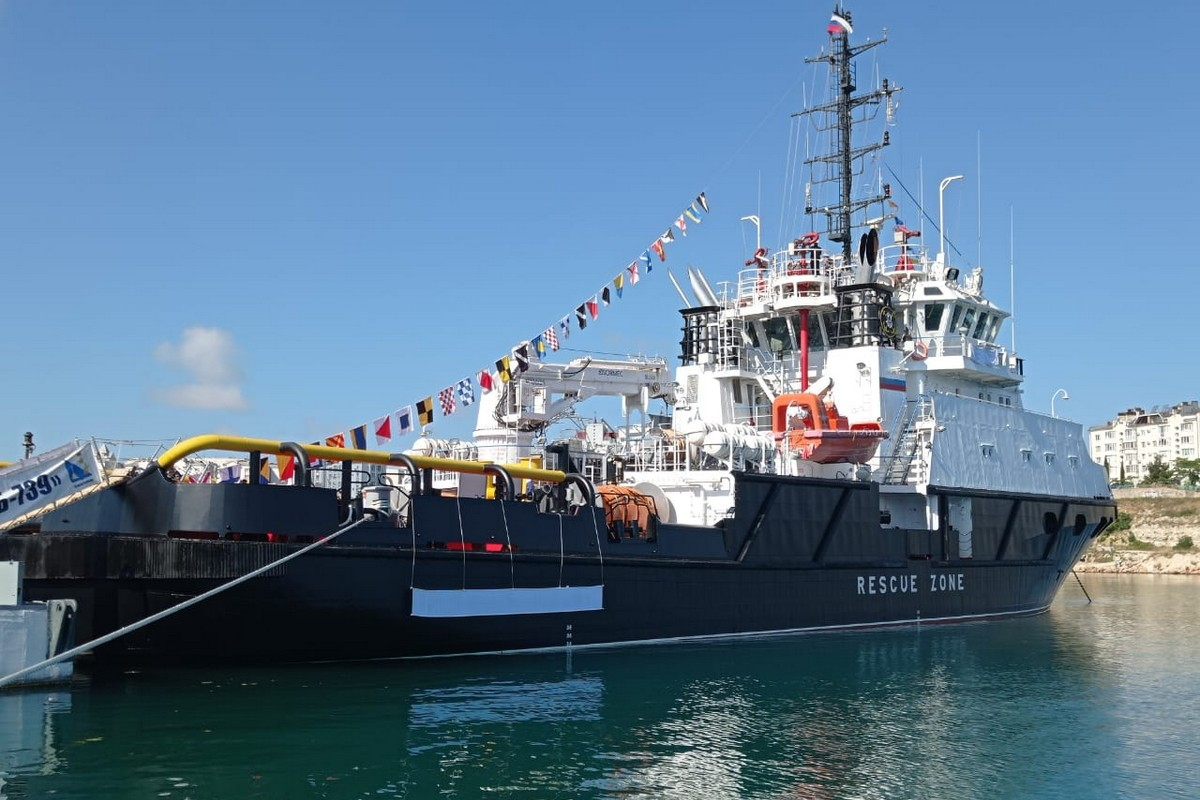
SB-739 Vasilij Bech

Posádku tvoří 26 osob. Na palubě jsou kajuty pro dalších 36 osob. Vybavení zahrnuje podvodní prostředky ARS-600, Falcon-1000 a vybavení pro potápěče, včetně přetlakové komory. Pohonný systém tvoří pět diesel-generátorů a dva elektromotory KL6538-AS06, pohánějící dva pody a dvě dokormidlovací zařízení. Nejvyšší rychlost přesáhne 14 uzlů. Palubní generátory mohou elektřinou zásobovat i plavidla v nouzi.

## Služba
V roce 2022 se plavidla zapojila do podpory ruské invaze na Ukrajinu. Remorkér Vasilij Bech byl 17. června 2022 potopen během zásobovací plavby na Hadí ostrov. Ukrajina zveřejnila záběry z dronu Bayraktar TB2 zachycující zásah plavidla dvojicí protilodních střel, údajně typu Harpoon.